# 第九代阿蓋爾伯爵阿奇博爾德·坎貝爾
第九代阿蓋爾伯爵阿奇博爾德·坎貝爾（英語：Archibald Campbell, 9th Earl of Argyll，1629年2月26日—1685年6月30日），苏格兰贵族及军事人物，阿蓋爾侯爵的兒子，出生於達爾基斯。克伦威尔护国公时期，他参与了几次保王党起义，并一度被监禁。
尽管曾为保王党，但在查理二世复辟后，阿盖尔因其在高地的世袭司法权和对长老会的同情而受到怀疑。1681年，因叛国和诽谤罪被判处死刑。1685年，查理二世的弟第詹姆斯二世登基，英格兰爆发蒙茅斯叛乱，同时阿盖尔回到苏格兰发动起义，起义失败阿盖尔被捕并斩首。

## 子女
- 阿奇博爾德·坎貝爾，第一代阿蓋爾公爵
- 約翰·坎貝爾（英语：John Campbell of Mamore）
- 查爾斯·坎貝爾
- 詹姆斯·坎貝爾
- 安妮·坎貝爾
- 金·坎貝爾